# نهالک (باغبانی)

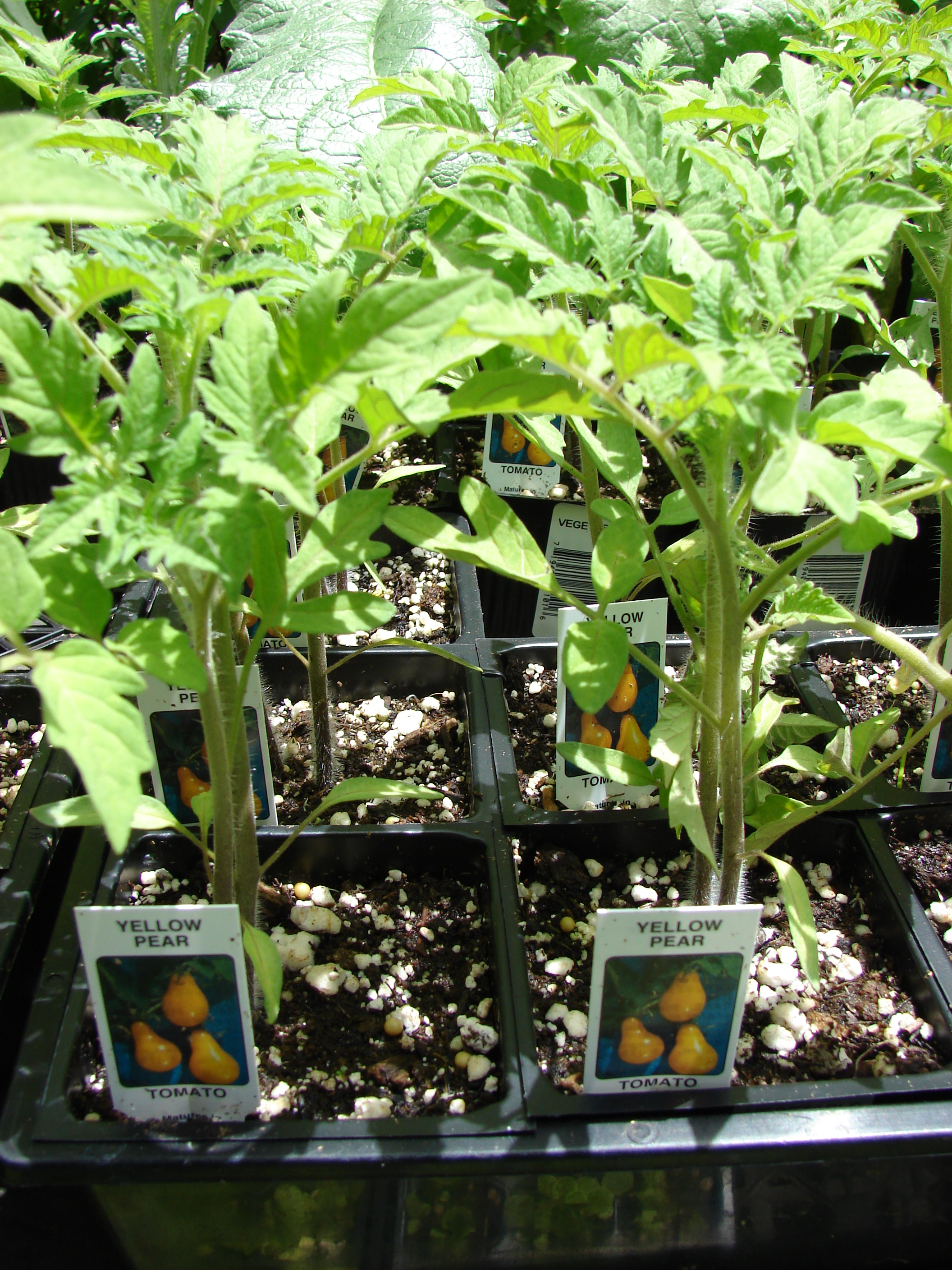
شاخه های گوجه فرنگی گلابی زرد

نهالک در باغبانی به نهال‌های کوچکی گفته می‌شود که آنها را در سینی‌هایی پرورش می‌دهند که با خاک گلدان پر شده باشد. این نوع از نهالک برای پرورش تجاری سبزیجات و گیاهان بسترشی استفاده می‌شوند. نهالک‌های مشابهی ممکن است برای پرورش بخش‌های کوچک چمن نیز به کار می‌رود که پس از کاشت چمن می‌تواند تا حدودی در مناطق مجاور گسترش یابد.
گیاهان نهالکی گیاهان جوانی هستند که در سلولهای کوچک و جداگانه پرورش یافته و آماده کاشت در گلدان یا باغ می‌شوند. گیاهان و گیاهان گلداریکه به‌طور حرفه‌ای و در شرایط کنترل‌شده پرورش می‌باند تا در طول یکی از مهم‌ترین دوره‌های قوی شدن گیاه (۴–۶ هفته اول) بتوان از سلامت گیاه اطمینان پیدا کرد و گیاهان به حداکثر پتانسیل خود در طول دوره برداشت و شکوفایی خود برسند. ایجاد باغ با استفاده از نهالک اغلب آسانتر از انجام این کار از بذر است. طبق استاندارد ملی آمریکا، نهالک باید در یک محیط استوانه مانند رشد کنند. اصطلاح نهالک هم برای برای توصیف نهال بذری و هم برای قلمه‌ها و هم برای فراکاشتن استفاده می‌شود و همین‌طور به گلدانک‌های کوچکی که نهالک‌ها در آن رشد می‌کنند نیز گفته می‌شود.
در هنگام کاشت، نهالک از گلدانگ خود خارج شده ولی دقت می‌شود که ریشه‌ها سالم مانده باشند و در بستر نهایی خود کاشته می‌شوند.

## تصاویر

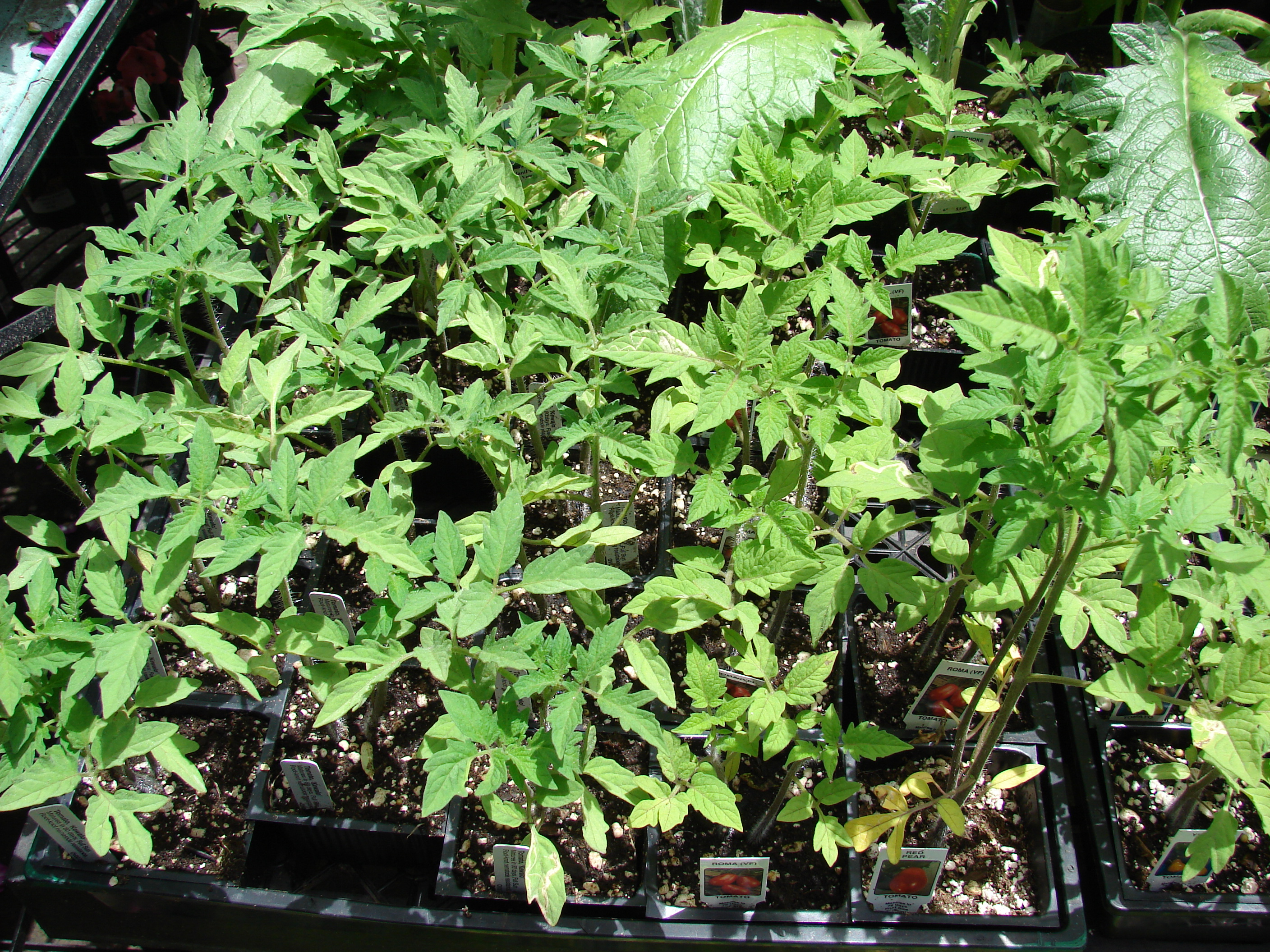
نهالک گوجه فرنگی ( Solanum lycopersicum var. lycopersicum)
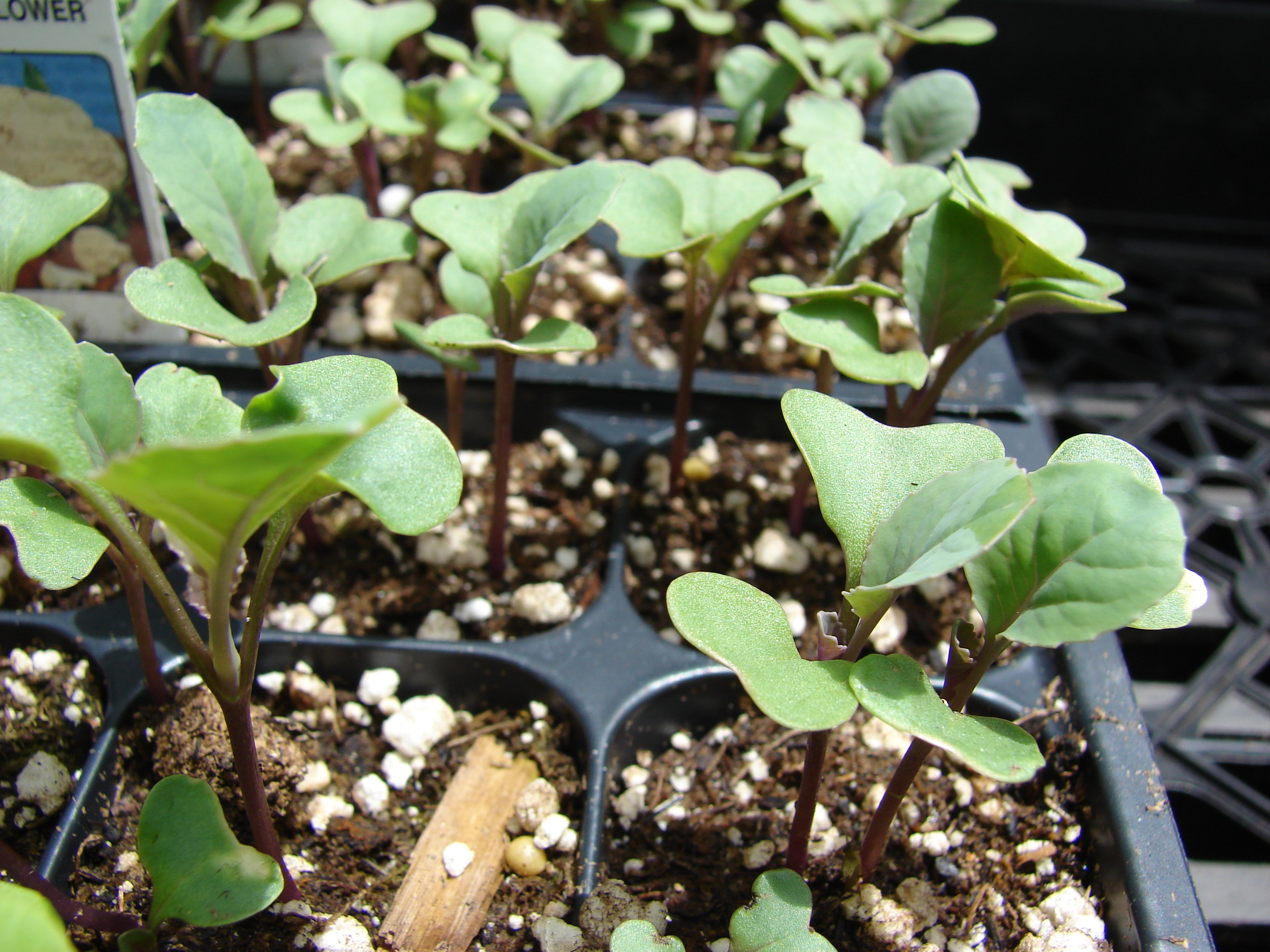
نهالک گل کلم (Brassica oleracea var. botrytis)
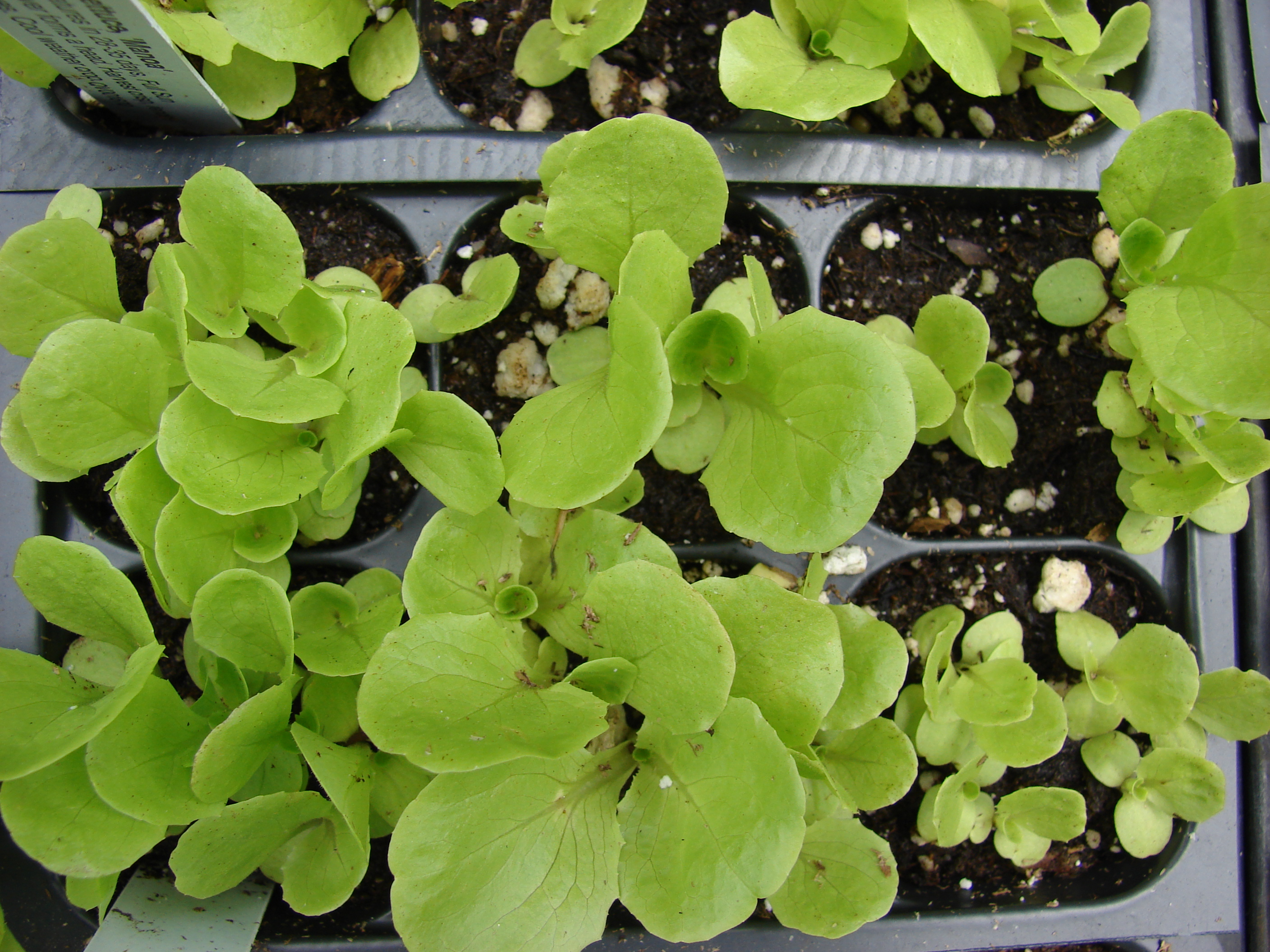
نهالک کاهو ( Lactuca sativa)